# Policne (Mesenia)
Policne (en griego, Πολίχνη) es el nombre de un antiguo asentamiento griego de Mesenia. 
Pausanias, que es la única fuente antigua que menciona este lugar, lo ubica en el camino entre Andania y Ciparisia, cerca de la ciudad de Dorio y de los ríos Electra y Ceo.